# Comuna Pavlivka, Bolgrad
Pavlivka (în ucraineană Павлівка) este o comună în raionul Bolgrad, regiunea Odesa, Ucraina, formată din satele Pavlivka (reședința) și Zelena Balka.

## Demografie
Componența lingvistică a comunei Pavlivka
     Rusă (88,95%)
     Ucraineană (7,1%)
     Română (1,8%)
     Bulgară (1,39%)
     Alte limbi (0,64%)
Conform recensământului din 2001, majoritatea populației comunei Pavlivka era vorbitoare de rusă (88,95%), existând în minoritate și vorbitori de ucraineană (7,1%), română (1,8%) și bulgară (1,39%).